# Vilasivil
Vilasivil (llamada oficialmente Vilasibil) es una aldea española situada en la parroquia de Meiraos, del municipio de Folgoso de Caurel, en la provincia de Lugo, Galicia.

## Demografía
| Gráfica de evolución demográfica de Vilasivil entre 2000 y 2019 |
|                                                                 |
| Datos según el nomenclátor publicado por el INE.                |